# 鎮海軍節度使
鎮海軍節度使，即浙江西道觀察使，唐朝在今浙江省北部、江苏省南部设立的节度使。
乾元元年（758年）设置浙江西道觀察使，兼江宁军使，下辖润州、杭州、常州、苏州、湖州、昇州、宣州、歙州、饶州、江州，治所在昇州（今江苏省南京市），宣州、歙州、饶州另设观察使。759年，改为观察使，领丹阳军使，治所在苏州（今江苏省苏州市）。增加宣州、歙州、饶州。761年，罢昇州。改治宣州。766年，罢宣州、歙州。777年，罢丹阳军使。779年，与浙西观察使两浙合并，780年，两浙分割。建中二年（781年）两浙合并为节度使，建号镇海军，贞元三年（787年），两浙分割，浙西治所在润州（今江苏省镇江市），下辖润州、杭州、常州、苏州、湖州、睦州、江州，788年，江州归江西观察使。开始包括江苏省、浙江省、安徽省、江西省各一部分，贞元后为润州、杭州、常州、苏州、湖州、睦州，相当于今天江苏省长江以南茅山以东，浙江省新安江以北。802年—809年、858年—859年，862年—867年为鎮海軍節度使。870年为鎮海軍節度使。888年湖州归忠国军，889年为杭州防御使。892年，治所迁到杭州（今浙江省杭州市）。润州、常州属于杨吴。唐末钱镠以此为根据地建立吴越国。

## 历代節度使
- 李琦（756年，江南东道節度使）
- 韦陟（756年—？，江东節度使）
- 757年—758年：司空襲禮
- 758年—759年：韦黃裳
- 759年—760年：顏真卿
- 760年：侯令儀
- 761年：李藏用
- 761年—765年：季廣琛
- 765年—768年：韋元甫
- 768年—772年：李栖筠
- 772年—776年：李涵
- 776年—778年：李道昌
- 建中初年：马炫
- 781年—787年：韓滉 兼浙東觀察使
- 787年：白志貞
- 787年—798年：王緯
- 798年—799年：李若初
- 799年—807年：李錡
- 807年—808年：李元素
- 808年—810年：韓皋 韓滉之子
- 810年—815年：薛苹
- 816年—819年：李翛
- 819年—822年：窦易直
- 822年—829年：李德裕
- 829年—832年：丁公著
- 832年—834年：王璠
- 834年—835年：李德裕 第二任期
- 835年：賈餗（未任）
- 835年：路隨（未到任卒）
- 835年—836年：崔郾
- 836年—837年：李德裕 第三任期
- 837年—841年：盧商
- 841年—845年：盧簡辭
- 846年—847年：李景讓
- 847年—851年：鄭朗
- 851年—853年：敬晦
- 853年—855年：崔瑤
- 855年—856年：崔慎由
- 856年—858年：蕭寘
- 858年—859年：李琢
- 859年—861年：鄭處晦
- 861年—862年：盧耽
- 863年—869年：杜審權
- 870年—874年：曹確
- 874年—876年：趙隱
- 876年—878年：裴璩
- 878年—879年：高駢
- 879年—887年：周寶
- 薛朗（887年）
- 赵犨（888年—889年，遥领）
- 李顺节（889年—892年，遥领）
- 刘崇某（大顺年间）
- 李鋋（893年，未任）
- 李承嗣（897年—907年，治润州）

吴越
- 钱镠（893年—928年，治杭州）
- 钱传瓘（923年—927年，留后）
- 钱元瓘（即钱传瓘，928年—941年，治杭州）
- 錢弘佐（941年—947年，治杭州）
- 錢弘倧（947年，治杭州）
- 錢弘俶（后名钱俶，947年—969年，治杭州）
- 钱惟濬（960年—962年，副大使）
- 钱惟濬（969年—978年，治杭州）

吴国南唐
- 徐温（911年—917年，治润州；917年—927年，治金陵）
- 徐知询（927年—929年，治金陵；929年—931年，治润州）
- 徐知谔（929年—931年，金陵府尹，治金陵）
- 徐知诰（931年—935年，治金陵）
- 徐景通（934年—935年，副大使，治金陵）
- 徐知谔（935年—939年，治润州）
- 王舆（938年—939年，留后，治润州）
- 马仁裕（939年—940年，留后，治润州）
- 卢文进（940年—943年，治润州）
- 宋齐丘（943年，治润州）
- 张居咏（944年—945年，治润州）
- 徐运（946年—947年，治润州）
- 李金全（948年—950年，治润州）
- 李弘冀（950年—958年，治润州）
- 李景达（958年，治润州，未任）
- 林仁肇（958年—962年，治润州）
- 尚全恭（958年—962年，权知，治润州）
- 严续（965年—966年，治润州）
- 殷崇义（969年—971年，治润州）
- 郑彦华（971年—975年，治润州）
- 刘澄（975年，留后，治润州）